# موليبولول
موليبولول هي قرية كبيرة تقع في مقاطعة كويننغ، بوتسوانا.